# Espaces verts d'Aix-les-Bains

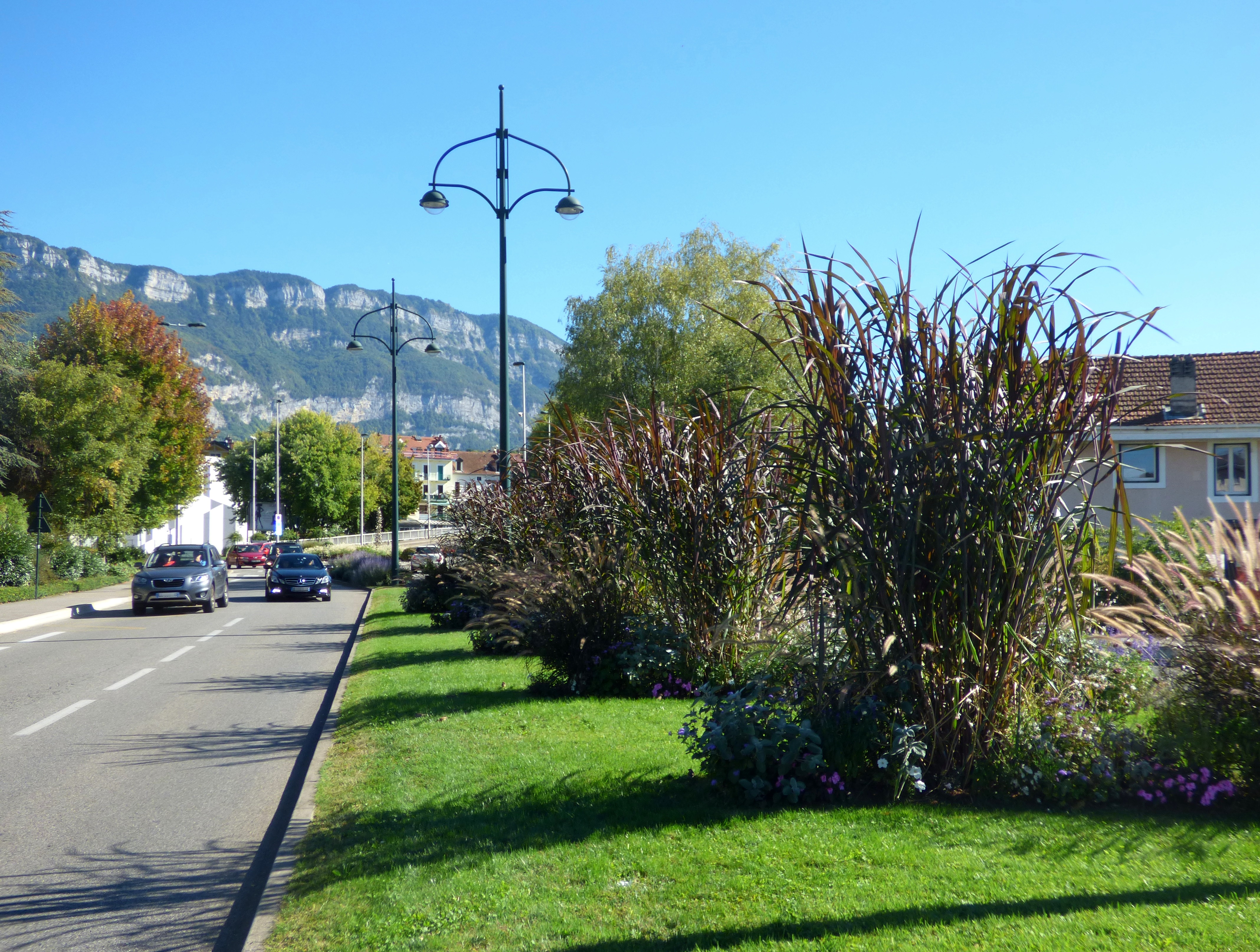
Fleurissement au centre d'une route départementale en 2018.

Cette page traite des espaces verts d'Aix-les-Bains, ville du département de la Savoie.
Aix-les-Bains est une ville fleurie 4 fleurs au concours des Villes et Villages Fleuris depuis 1974 et possède une notoriété importante en matière d'aménagements floraux. Capitale européenne du fleurissement en 1992, elle a par ailleurs récemment obtenu la Fleur d'or en 2011 et en 2017.
La superficie des espaces verts est d'environ 350 hectares, avec notamment la forêt de Corsuet. Les massifs de fleurs représentent une surface de plus de 12 000 m2 en centre-ville. Outre les plantes vivaces, chaque année, 200 000 fleurs sont introduites dans les espaces verts aixois. 

## Histoire

### Le thermalisme et l'horticulture
Avec l'essor du thermalisme et la venue d'une clientèle touristique internationale, le marché de l'horticulture et du maraîchage s'est intensifié à la fin du XIXe siècle dans la région. Les salons de réception et les palaces devaient ainsi se garnir de fleurs et posséder des jardins. Les horticulteurs de la ville s'occupaient de l'entretien des principaux sites.
Dans cette optique, la municipalité décide de créer en 1896 l'Association Horticole, Viticole et Apicole d'Aix-les-Bains. L'association avait pour but de valoriser l'horticulture locale, tout en organisant des manifestations sur le thème des fleurs. Des syndicats d'horticulteurs apparaissent progressivement au XXe siècle.
Dans le même temps, des marchés aux fleurs sont mis en place par la ville. La place Maurice-Mollard, située entre les Thermes nationaux et l'hôtel de ville était composée de kiosques fleuris jusque dans les années 1930.

### Le développement du fleurissement
L'État prend l'initiative d'ériger un parc à proximité immédiate de l'établissement thermal en 1868. Il s'agit du parc floral des Thermes, aujourd'hui inscrit au titre des monuments historiques et considéré comme l'une des plus belles promenades de la ville,.
En 1875, la ville décide d'installer des serres municipales au fond du parc des Thermes. En 1920, le service municipal des parcs et jardins est créé. Après des travaux de réaménagement du parc en 1930, les serres déménagent pour s'installer dans le quartier Saint-Simond, où elles sont toujours présentes et actives aujourd'hui.
L'importance du fleurissement est telle qu'une « bataille des fleurs » est créée en 1875 sur la ville. Elle se déroule à l'hippodrome départemental, implanté dans le quartier Marlioz. Ainsi, des personnes généralement de classe supérieure, des grandes familles et les hôtels participent au challenge avec des chars décorés de fleurs. Le roi de Grèce, Georges Ier, participe régulièrement au jury. Le marché de l'horticulture est alors à son apogée. La tradition de cette fête perdure pendant les guerres mondiales, malgré quelques ralentissements compensés par d'autres manifestations (concours d'élégance automobile par exemple). Entre les années 1960 et jusqu'en 2001, année de la dernière parade fleurie, des chars défilent cette fois dans les rues du centre-ville, jusqu'au lac.

## Distinctions attribuées
Depuis les années 1960, la commune est régulièrement primée pour son fleurissement, et désormais plus largement pour sa qualité de vie, par l'association des Villes et Villages Fleuris :
| Année     | Distinctions - Prix                                                       |
| --------- | ------------------------------------------------------------------------- |
| 1955-1966 | 5 prix nationaux                                                          |
| 1967      | ✿ ✿ ✿ (3 fleurs)                                                          |
| 1974      | ✿ ✿ ✿ ✿ (4 fleurs)                                                        |
| 1989      | Grand prix national du fleurissement                                      |
| 1991      | Grand prix du fleurissement d'automne                                     |
| 1992      | Grand prix européen de fleurissement Grand prix national de fleurissement |
| 1993      | Trophée de l'Arbre d'Or                                                   |
| 1995      | Grand prix national du fleurissement                                      |
| 1998      | Grand prix national du fleurissement                                      |
| 2001      | Grand prix national du fleurissement                                      |
| 2004      | Grand prix national du fleurissement                                      |
| 2007      | Grand prix national du fleurissement                                      |
| 2011      | Fleur d'Or                                                                |
| 2014      | Mention spéciale                                                          |
| 2017      | Fleur d'Or                                                                |
| 2020      | Confirmation du niveau                                                    |

## Patrimoine

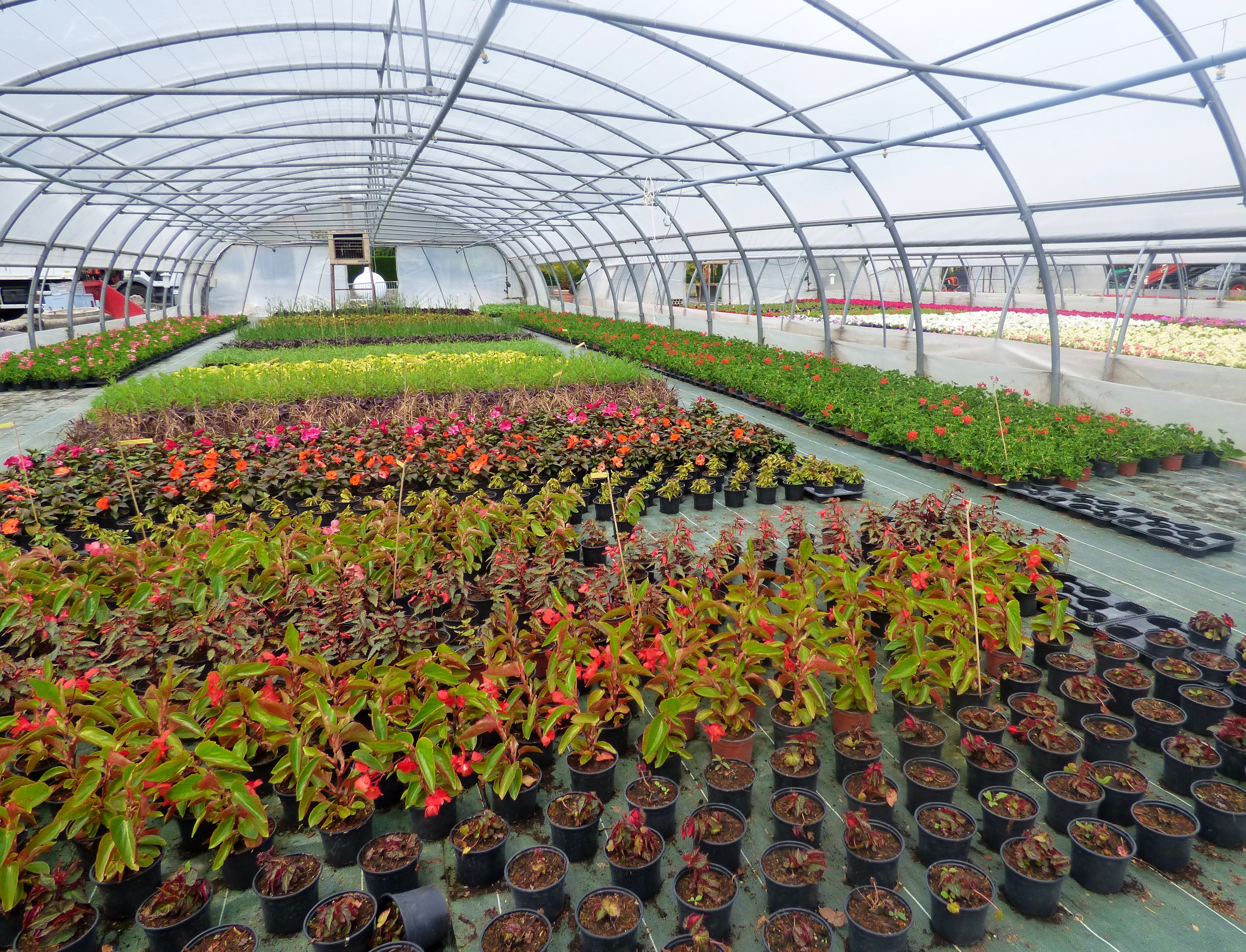
Une des serres municipales d'Aix-les-Bains.

### Production et entretien
Aix-les-Bains compte 54 agents dans le service parcs et jardins (2019). Les fleurs sont produites dans les serres municipales (3 200 m2) et sur un terrain de culture (3 000 m2) pour les chrysanthèmes principalement. 

### Végétaux

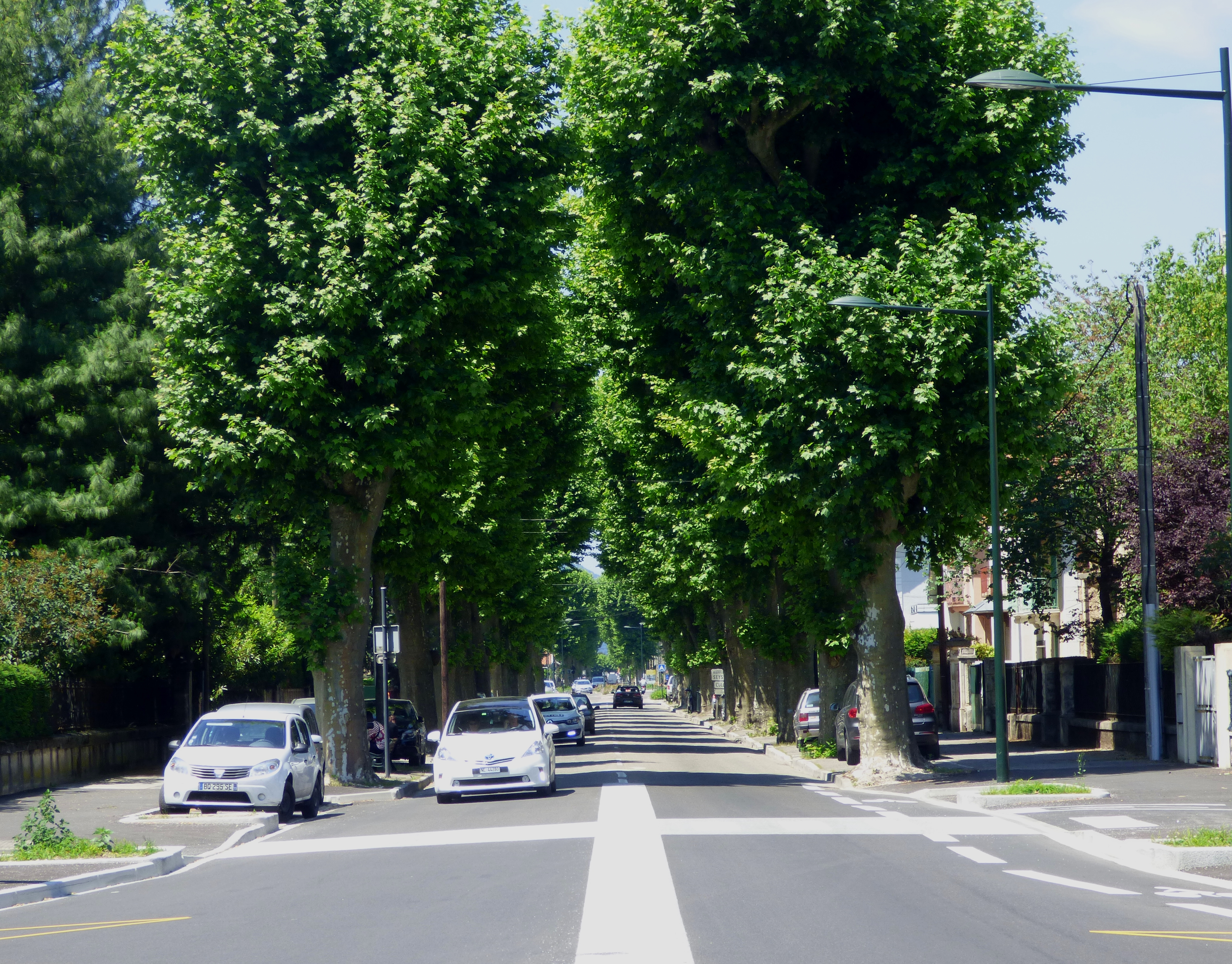
Arbres d'alignement sur l'avenue du Grand-Port.

Au total, environ 6 000 arbres sont recensés, dont 2 100 pour l'alignement de la voirie. La ville totalise :
- 200 ha de bois et forêts[2] ;
- 75 ha d'espaces verts (parcs, squares, etc.) en ville[12] ;

12 600 m2 de massifs fleuris dont 10 000 m2 composés de vivaces. 1 000 pots et jardinières constituent le fleurissement dit hors-sol.
En 2019, on recense :
- 125 000 plantes, dont 45 000 bulbes au printemps[11] ;

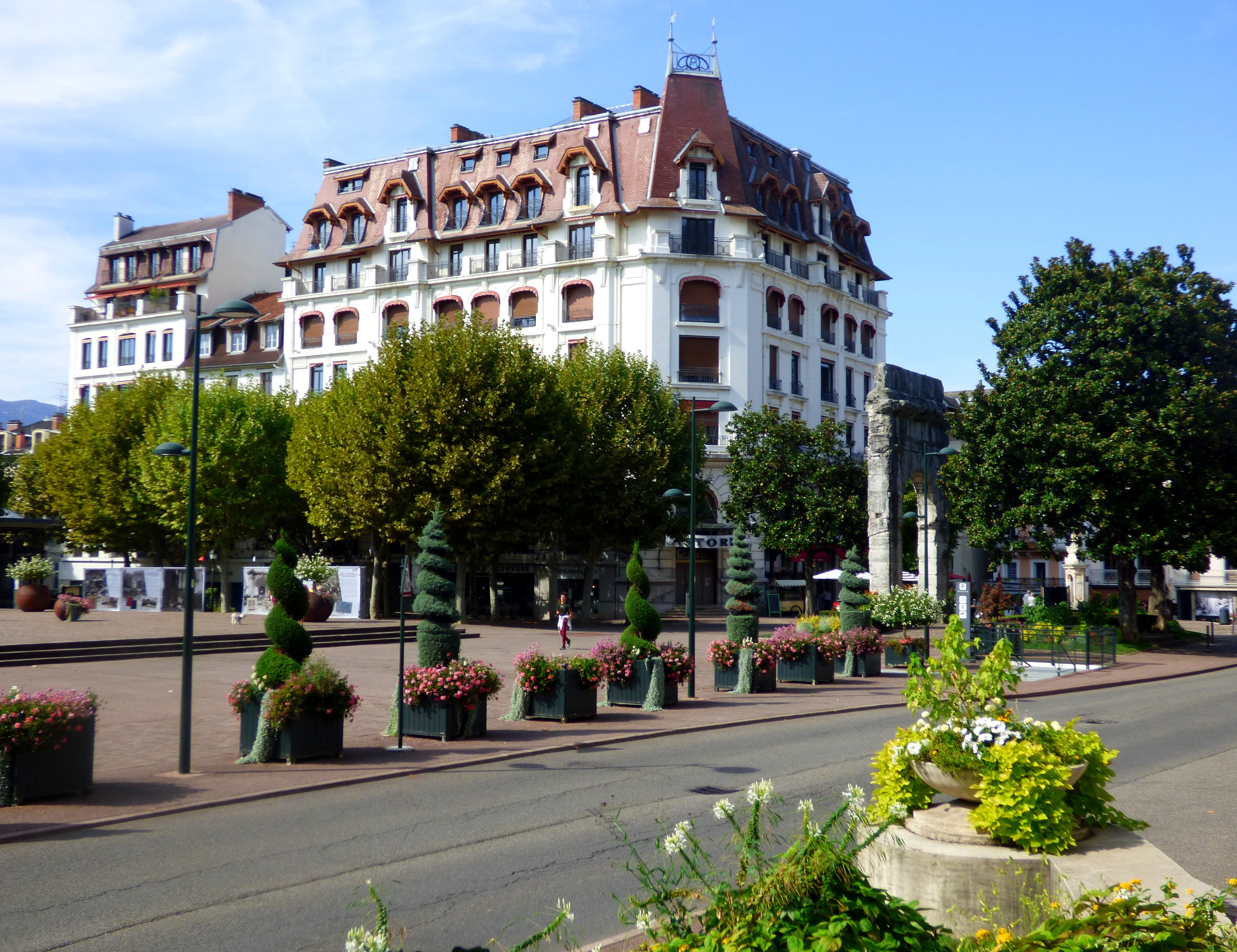
Fleurissement estival dans le centre de la ville.

- 70 000 plantes en été (comprenant 120 espèces, déclinées en 350 variétés en 2019)[11] ;
- 2 400 plantes en automne, dont 1 200 chrysanthèmes[11].

Un fleurissement à 4 saisons est assurée sur la ville. Ainsi, le centre horticole assure une production continue et régulière de plus de 200 000 plantes par année,. Aix-les-Bains a d'ailleurs été la première ville en Savoie à se lancer durant l'année 2006 dans la lutte biologique intégrée, un mode de production écologique des plantes.

### Principaux espaces verts
En plus du fleurissement saisonnier, la ville compte plusieurs espaces verts. Les principaux sont les suivants :

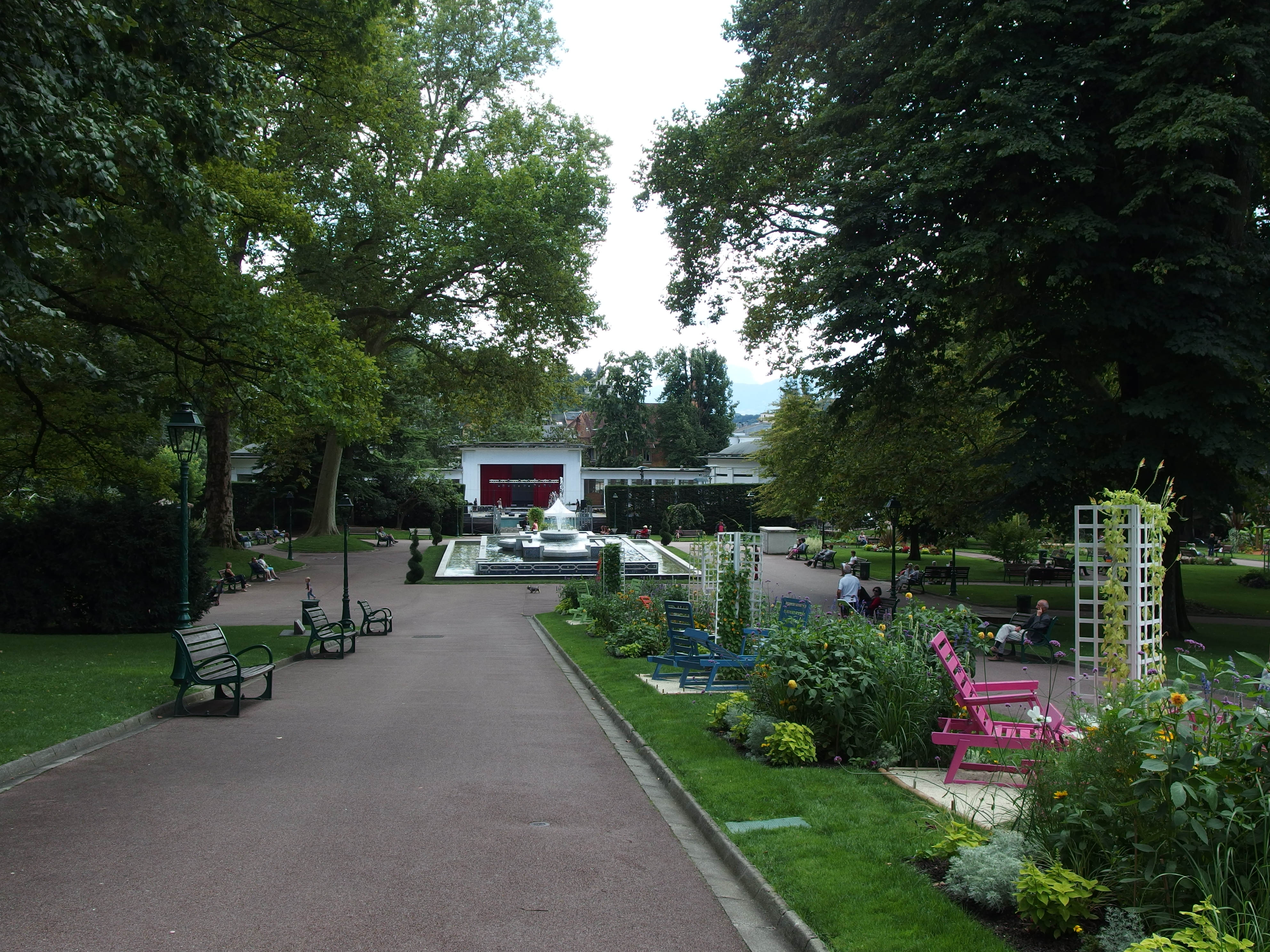
Le parc floral des Thermes.

Le parc floral des Thermes est composé d'arbres séculaires et rares, d'un théâtre de verdure de trois mille places accueillant des concerts en plein air surtout en période estivale.
Le parc du Bois Vidal, sur une surface de neuf hectares au cœur de la cité, comprend en son sein un bois et des prairies, de nombreux chemins pédestres et un parcours sportif. L'esplanade du Lac s'étend sur la rive est du lac du Bourget. Délimitée par deux ports de plaisance, elle comprend une pelouse et des arbres.
La forêt de Corsuet s'étend en bordure de la ville d'Aix-les-Bains sur une surface d'environ cent seize hectares. De nombreux sentiers ont été aménagés. On y trouve également des parcours sportifs et la présence de vététistes.

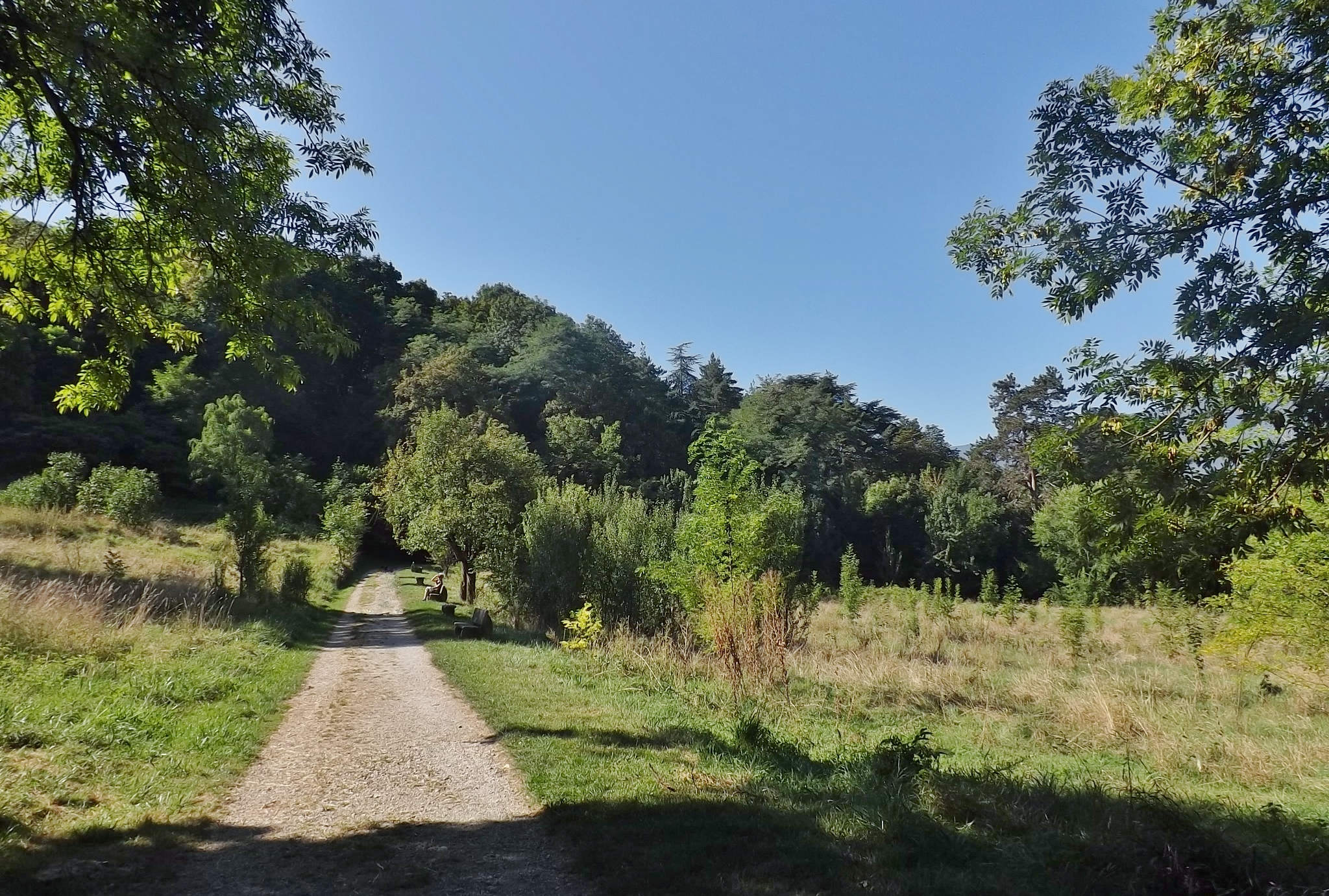
Le parc du Bois Vidal, sur les hauteurs.

Le jardin japonais propose une composition basée sur une conception reposant sur le Kanji du cœur.
Sur le dernier site naturel des rives de la commune près du lac du Bourget, un jardin naturel et sauvage a été créé. D'une superficie de 5 ha, le Jardin Vagabond accueille 159 espèces végétales. Ce lieu présente un intérêt paysager et biologique important. C'est pour cela qu'un inventaire a été réalisé par la société d'histoire naturelle et de mycologie.
Située sur la rive est du lac du Bourget, Aix-les-Bains possède une esplanade de plusieurs hectares : l'esplanade du lac. Touristique, le lieu accueille le festival Musilac ou bien un parc d'attraction temporaire au printemps.